# Jan Korger
Jan Korger (3. listopadu 1937 - 13. května 2016) byl český lékař a politik za Občanskou demokratickou stranu, po sametové revoluci československý poslanec Sněmovny národů Federálního shromáždění.

## Biografie
Ve volbách roku 1992 byl zvolen za ODS, respektive za koalici ODS-KDS, do české části Sněmovny národů (volební obvod Severomoravský kraj). Ve Federálním shromáždění setrval do zániku Československa v prosinci 1992.
V komunálních volbách roku 1994 byl zvolen do městského zastupitelstva v Šumperku za ODS. Mandát se neúspěšně snažil obhájit v komunálních volbách roku 1998, nyní již za Unii svobody. V roce 1998 kandidoval neúspěšně na post prezidenta České lékařské komory. Uvádí se tehdy jako jednatel a primář chirurgického oddělení nemocnice v Šumperku. V roce 2004 se rozhodl z rodinných důvodů prodat svůj podíl v šumperské nemocnici.